# Place Boieldieu (Paris)
La place Boieldieu est une voie publique du quartier Vivienne dans le 2e arrondissement de Paris.    

## Situation et accès

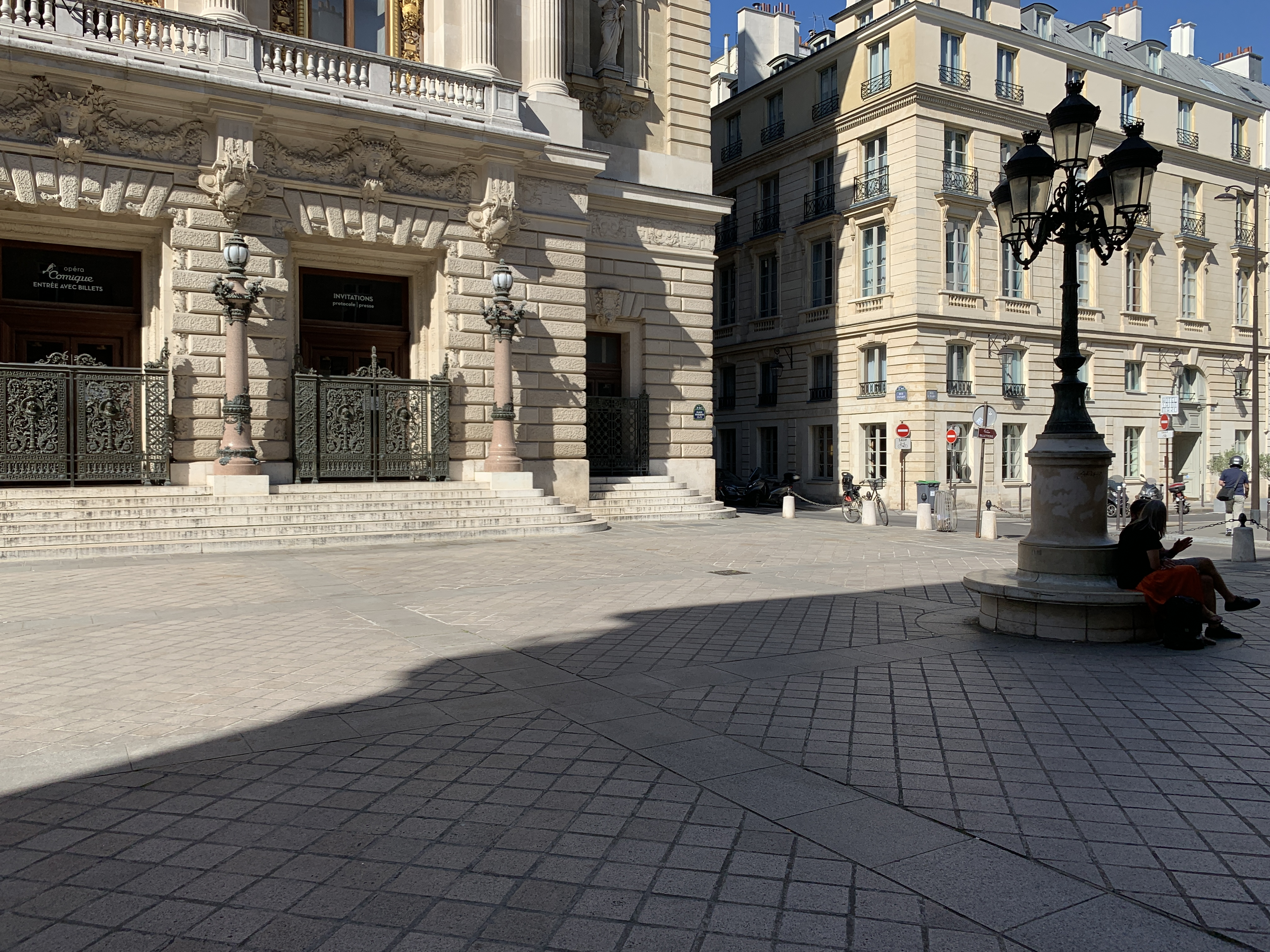

Elle est bordée au nord par le théâtre national de l'Opéra-Comique (salle Favart) et délimitée à l'est par la rue Favart, au sud par la rue Grétry et à l'ouest par la rue de Marivaux. 
Ce site est desservi par la station de métro Richelieu - Drouot.

## Origine du nom
Cette place porte, depuis 1852, le nom de François-Adrien Boieldieu (1775-1834), en hommage au principal compositeur français d'opéras et d'opéras-comiques du premier quart du XIXe siècle, dont de nombreuses œuvres furent représentées au théâtre de l'Opéra-Comique,. 

## Historique

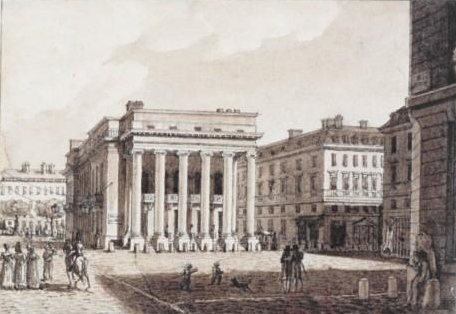
La place avec le théâtre vers 1820, par Christophe Civeton.

Des lettres patentes, données à Marly-le-Roi le 14 octobre 1780, et enregistrées au Parlement de Paris le 24 du même mois, autorisèrent la compagnie Reboul de Villeneuve à faire construire sur l'emplacement des jardins de l'hôtel de Choiseul (détruit) une salle de spectacle pour la comédie italienne et à former au-devant une place de 400 toises de superficie. Ces lettres patentes reçurent immédiatement leur exécution, et la place prit la dénomination de « place des Italiens ».
Une ordonnance royale du 27 octobre 1847 a maintenu la largeur de cette voie publique à 27 mètres.
Le 13 avril 1852, la place prend le nom de « place Boieldieu » :
« Au nom du peuple français, Louis-Napoléon, président de la République, sur le rapport du ministre de l'Intérieur ; vu l'ordonnance du 10 juillet 1816 ; décrète :
- Article 1er. La dénomination de place Boieldieu sera substituée à l'avenir à celle de place des Italiens.
- Article 2. Le ministre de l'Intérieur est chargé de l'exécution du présent décret.

Fait au palais des Tuileries, le 13 avril 1852. Signé L. Napoléon. — Le ministre de l'Intérieur, signé F. de Persigny. »

## Bâtiments remarquables et lieux de mémoire

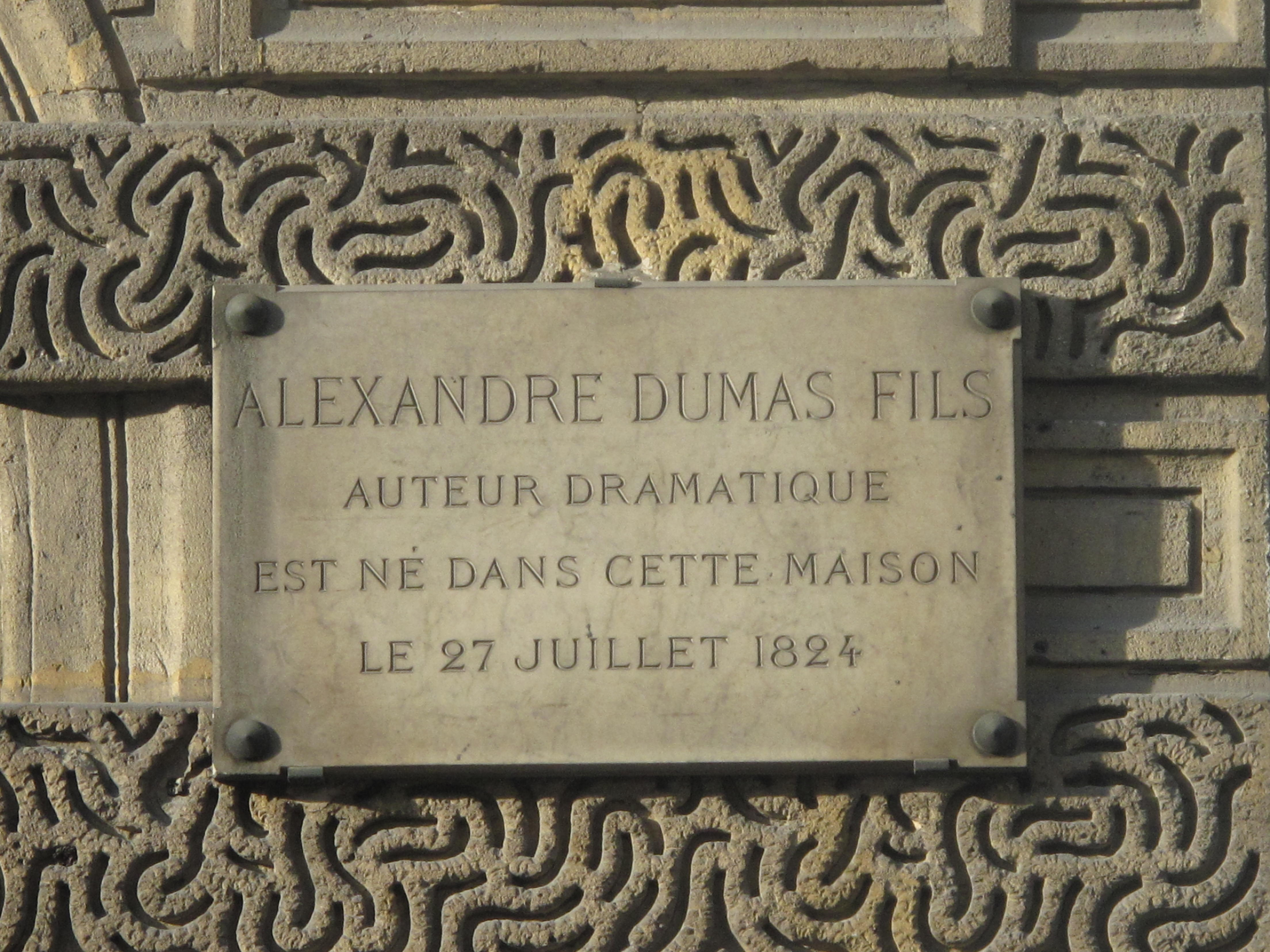
Plaque au no 1.

- Alexandre Dumas fils est né le 27 juillet 1824 dans l'immeuble situé au numéro 1, où résidait alors Alexandre Dumas père[3]. Une plaque lui rend hommage.
- Le théâtre national de l'Opéra-Comique, dit aussi salle Favart.

## Pour approfondir